# Real Carenero
El Real Carenero es un antiguo astillero, situado en el término municipal de Puerto Real (Cádiz, España). 
Este antiguo carenero centró sus actividades en la fábrica de motonería, lanas y jarcias, almacenaje de aprovisionamiento e instalación de carenas. Es uno de los ejemplos más claros de la importancia que la industria naval tuvo en Puerto Real y en el resto de la bahía de Cádiz, y germen de la presencia militar en San Fernando.

## Situación geográfica
Este lugar se asienta sobre el término municipal de Puerto Real, a poca distancia del término municipal de San Fernando. Está enclavado a orillas del Caño de Sancti-Petri, junto al Puente Zuazo y a las Baterías defensivas de San Fernando (batería de Zuazo, batería de San Felipe, batería de San Pablo), muy cerca del puertorrealeño polígono industrial Tres Caminos.

## Historia
La historia de este Real Carenero ha estado muy ligada al crecimiento económico y demográfico de la ciudad de San Fernando (antiguamente denominada Isla de León), ya que en torno a este edificio y alrededor del Castillo de San Romualdo se formó el núcleo urbano de la ciudad. En la actualidad, el Carenero se encuentra en un estado totalmente ruinoso, que en nada recuerda a su pasado. Del conjunto de dependencias tan sólo se conserva la fachada de la iglesia y algunos almacenes. Con motivo del Bicentenario de las Cortes de Cádiz, se han iniciado las gestiones necesarias para la rehabilitación del arsenal, gestiones en la que han intervenido el Ministerio de Fomento, el Ayuntamiento de San Fernando y la Universidad de Cádiz.

### Orígenes
Cuando a mediados del siglo XIII Alfonso X el Sabio conquista y, posteriormente, puebla la bahía de Cádiz comienza el proceso de fomento de las actividades navales en la región gaditana, actividad que se vio beneficiada por el descubrimiento de América y el consiguiente intercambio comercial con el Nuevo Mundo. El Carenero de la Isla de León fue edificado en tiempos de los Reyes Católicos sobre las bases de un antiguo edificio romano, para la construcción y reparación de las embarcaciones que entraban por el Caño de Sancti-Petri, junto al Puente Zuazo.

### Esplendor
Con la llegada al poder de la Casa de Austria se inicia un período dorado para el astillero isleño, desarrollo paralelo al de la Villa de la Isla de León. Durante esta era se mejoraron las instalaciones y se adaptaron a los medios existentes de la época, además de concedérsele el título de Real. Con la llegada de los Borbones y tras el traslado a Cádiz desde Sevilla de la Casa de Contratación y el establecimiento en la Villa del primer Departamento Marítimo de España, la atarazana vivió su edad de máximo esplendor, lo que repercutió positivamente en la economía de la localidad. Las mejoras introducidas por el Intendente General de Marina José Patiño, en las que intervino el encargado de arsenales Ignacio de Sala, se centraron en la mejora de la defensa del recinto.

### Decadencia
La decadencia del Real Carenero comienza en el siglo XVIII, debido a que el astillero se encontraba tierra a dentro y a los buques de la época les era difícil la navegación por el caño de Sancti-Petri. En 1724 comienza el desmantelamiento del viejo carenero y, tras la construcción, a mediados de siglo, del moderno Arsenal de la Carraca, se abandona definitivamente. Para la construcción de esta nueva atarazana se eligió un islote situado más al norte, en la desembocadura del caño y junto a la bahía. En 1773 un incendio en las inmediaciones casi destruye por completo las antiguas fábricas de lonas y jarcias.